# Autoseilbahn Bratislava
Die Autoseilbahn Bratislava von Volkswagen Slovakia in Bratislava ist die einzige Luftseilbahn der Welt, auf der regelmäßig Automobile transportiert werden. Sie wurde von der österreichischen Firma Doppelmayr gebaut, um die neu gebauten VW-Automobile von der Montagehalle zur Teststrecke zu transportieren. Die Seilbahn ist 450 Meter lang und überquert unter anderem eine Eisenbahnlinie. Meist werden die in Bratislava produzierten Modelle Touareg und Polo transportiert. Nach sechs Monaten Bauzeit konnte die Seilbahn im Jahr 2003 in Betrieb genommen werden. Für den Transport der Automobile wurden eigene Transportplattformen entwickelt. Bis 2017 wurden mehr als 3 Millionen Fahrzeuge mit der Seilbahn transportiert.
Die gesamte Seilbahn ist im System Funitel aufgebaut. Zum Transport stehen acht Transportplattformen zur Verfügung, diese werden mit einer Geschwindigkeit von 2,8 m/s (ca. 10 km/h) transportiert. Die Seilbahn besitzt acht Stützen mit einer maximalen Höhe von 15 Metern. Insgesamt können 67 Fahrzeuge pro Stunde transportiert werden. Wie das Werk ist auch die Seilbahn auf einen 24-Stunden-Betrieb ausgelegt. Um die mit VW vereinbarte Verfügbarkeit von 98,5 % garantieren zu können, wurden wesentliche Teile wie Antrieb und Getriebe redundant ausgeführt.